# Circuito de Seven a Side Arusa
El Circuito de Seven a Side Arusa es una serie de torneos oficiales de Rugby 7 o Seven a Side correspondientes a la Asociación de Rugby Santiago.
Cada año, el campeón de la temporada clasifica al Seven de Viña del Mar. 

## Sistema
El campeón del Circuito es el club que gana más ediciones o acumula más puntos en los siguientes torneos:
- Seven Old Georgians: Organizado por Old Georgians
- Seven PWCC: Organizado por PWCC
- Seven Old Boys: Organizado por Old Boys
- Seven Luis Casali Casanave: Organizado por COBS
- Seven de Los Andes: Organizado por Universidad Católica

## Campeones
| Temporada | Campeón              |
| --------- | -------------------- |
| 2012      | Sporting Rugby Club  |
| 2013      | Universidad Católica |
| 2014      | Old Reds             |
| 2015      | PWCC                 |
| 2016      | COBS                 |
| 2017      | Old Boys             |
| 2018      | Old Boys             |
| 2019      | Sporting Rugby Club  |
| 2021      | Stade Français       |
| 2022      | Old Boys             |
| 2023      | Old Boys             |
| 2024      | Old Boys             |